# George Earthy
George Robert Earthy, né le 5 septembre 2004 à Havering (Grand Londres), est un footballeur professionnel anglais qui évolue au poste de milieu de terrain à West Ham United.

## Biographie

### Carrière en club
Earthy rejoint West Ham dès la catégorie U6, grimpant les échelons de la formation jusqu'à signer un contrat professionnel en juin 2022, à l'âge de 17 ans. Lors de la saison 2022-2023, il fait partie de l'équipe qui remporte à la fois la FA Youth Cup et le groupe Sud du championnat d'Angleterre des moins de 18 ans. Le 14 mars 2024, il fait ses débuts avec l'équipe première de West Ham en Ligue Europa, en remplaçant en cours de jeu Jarrod Bowen lors d'une victoire face au SC Fribourg (8e de finale retour, victoire 5-0).
Le 14 avril 2024, il fait ses débuts en Premier League en rentrant en jeu face à Fulham à la 82e minute, à la place de Michail Antonio. Quelques minutes seulement après son entrée, il est impliqué dans une collision avec son coéquipier Edson Álvarez. Sa tête heurte le sol, il perd connaissance et une sérieuse assistance médicale d'urgence est requise. Il est transporté à l'hôpital, remplacé par Maxwel Cornet pour terminer le match (défaite de West Ham 2 à 0),. Le lendemain, un communiqué de West Ham rassure en indiquant que le jeune joueur a été libéré de l'hôpital. Le 11 mai 2024, Earthy fait son retour en Premier League face à Luton Town et marque dès son premier toucher de balle, scellant la victoire de son club trois buts à un. À la fin du match, le trophée de jeune joueur de l'année lui est présenté par West Ham, dans un Stade de Londres plein.
Le 14 août 2024, Earthy est prêté pendant une saison au club de Championship Bristol City. Il y fait ses débuts le 17 août en tant que remplaçant face à Millwall, et joue un rôle clé lors du but final de Bristol pour remporter le match quatre buts à trois.

### Carrière internationale
George Earthy représente d'abord l'Angleterre aux niveaux moins de 15 ans et moins de 16 ans, en 2019.
Il fait ses débuts en moins de 20 ans le 7 juin 2024, lors d'une victoire 2-1 face à la Suède. Le 15 novembre de la même année, il fait ses débuts avec les espoirs, cette fois contre l'Espagne en entrant en jeu lors d'un match nul 0 à 0.